# Тисин
Тисин (хак. Кӧйгентой) — упразднённый посёлок в Ширинском районе Хакасии, входил в состав Туимского сельсовета. Исключен из учётных данных в 2022 году.

## География
Расположен посёлок на реке Килинпаспах (приток реки Карыш)
Протяжённость границ села Тисин: с севера на юг — 559 м, с запада на восток — 423 м.
Тисин расположен у станции Тисин Красноярской железной дороги на 291 км линии Ачинск — Абакан.
В 17 км от райцентра села Туим, в 24 км от районного центра — села Шира, до областного центра города Абакан — 111 км.
Неподалеку располагаются населённые пункты: Сонское, Жемчужный, Колодезный (23 км.), Туим, Шира и Чалгыстаг (в 4 км).

## История
В 1926 открыта станция Тисин Красноярской железной дороги. Посёлок возник при железнодорожной станции.
В 2008 году посёлок Тисин был преобразован в сельский населённый пункт. Название села происходит, вероятно, от кетского слова «тес» — река.

## Население
| 2002 | 2010 |
| ---- | ---- |
| 0    | →0   |

## Экономика
Жители Тисин обслуживали инфраструктуру железной дороги.
По состоянию на июнь 2021 года на государственном кадастровом учёте стояло 15 жилых домов (при том, что фактически строения разрушились). Деревянные жилые дома с печным отоплением, в которых проживали работники станции, были построены в 1940-х-1950-х годах, давно обветшали и разрушились, а люди сменили место постоянного проживания на другие населенные пункты
Летом специалисты Кадастровой палаты по Республике Хакасия провели анализ сведений об объектах капитального строительства Тисина. В сентябре 2021 года члены комиссии по упразднению населенного пункта провели натурные обследования и удостоверились, что объектов уже давно не существует.
21 сентября 2021 года в орган регистрации прав поступили заявления органа местного самоуправления о снятии с государственного кадастрового учёта всех 15 жилых домов в селе Тисин.

## Достопримечательности
В окрестностях селения расположены озеро Шира, менгир Белой Шаманки, горная гряда Сундуки.